# 地海古墓
《地海古墓》（英語：The Tombs of Atuan）是美國作家娥蘇拉·勒瑰恩於1971年發表的奇幻小說，是地海系列的第二部長篇小說。故事敘述古墓女祭司恬娜走出陰暗陵墓與封閉自我，尋得自由的過程。

## 劇情提要
在地海東北角的峨團（Atuan）島，沙漠之中有一座祭拜「累世無名者」（Nameless Ones）的古老陵墓，歷代皆由女祭司奉祀。恬娜（Tenar）自小即被認定為陵墓女祭司的轉世，被帶離父母身邊到神廟裡接受訓練，捨棄自己的名字成為「被食盡者」。位處沙漠之中的陵墓聖地與世隔絕，恬娜雖然地位神聖崇高，卻也感受重重束縛，只有在陵墓地底迷宮的黑暗中，她才能尋得寧靜與歸屬。
某日，恬娜發現有外人潛入陵墓之中。她本想將他困在迷宮內等死，然而由於孤獨、由於心有不忍，恬娜改變主意，只是將入侵者囚禁起來，並且數度與他交談。這名巫師來自內環諸島，來尋找、或盜取陵墓寶藏中的厄瑞亞拜（Erreth-Akbe）之環，群島王國的和平象徵。而恬娜從和他的交談之中，聽聞了沙漠外更廣闊的世界。
為了保全囚犯，恬娜和神王廟的女祭司衝突。神王女祭司生性殘酷，眷戀權力、不信神。恬娜生命受到威脅，而她所奉祀的「無名者」卻毫無回應。她害怕地躲進大迷宮深處，與囚禁的巫師長談，終於理解到：「無名者」是偉大的黑暗力量，但它們只能毀滅、無法給予。它們的暗影壓迫禁錮恬娜的心靈，但她嚮往世界、渴望自由。
最終，恬娜決心信任巫師、也就是格得，兩人協力逃出陵墓，帶著重合的厄瑞亞拜之環，一同前往群島王國。

## 評析
《地海古墓》承襲《地海巫師》的主題，探討青少年的成長歷程，然而恬娜所贏得的不是力量、而是自由。書中對於恬娜做出人生重大抉擇的心路歷程、以及事後的省思，都有深入詳實的描寫。本書也進一步擴展地海的世界，對於古代神廟信仰的細節描寫亦為同類書籍所少見。

## 中譯書目
《地海古墓》 蔡美玲譯，繆思出版社奇幻館書系，2002年（繁體，台灣地區）